# Németh Zsolt (politikus, 1963)
Németh Zsolt Attila (Budapest, 1963. október 14. –) magyar politikus, közgazdász. A Fidesz alapító tagja, 1990-től fideszes országgyűlési képviselő. 1998 és 2002 között, valamint 2010-től 2014-ig a Külügyminisztérium politikai, majd parlamenti államtitkára. 2014 óta az Országgyűlés külügyi bizottságának elnöke, valamint a Fidesz – Magyar Polgári Szövetség parlamenti képviselőcsoportjának frakcióvezető-helyettese. Ugyancsak 2014 óta az Európa Tanács magyar küldöttségének vezetője és az Európa Tanács európai néppárti képviselőcsoportjának frakcióvezető-helyettese, illetve 2016 óta az Európa Tanács Parlamenti Közgyűlésének alelnöke. Az Interparlamentáris Unió magyar–amerikai baráti tagozatának elnöke, a NATO Parlamenti Közgyűlésének tagja. Az Európai Néppárt Politikai Közgyűlésének 1998 óta tagja.

## Életútja

### Tanulmányai
Általános iskolai és gimnáziumi tanulmányait a budapesti ELTE Radnóti Miklós Gyakorlóiskolában végezte. Közgazdaságtani és szociológiai diplomáit 1987-ben szerezte meg a Marx Károly Közgazdaságtudományi Egyetemen. Egyetemi évei során a Rajk Szakkollégium tagja, illetve a Széchenyi István Szakkollégium alapítója volt. 1988 és 1989 között az Oxfordi Egyetem Szent Antal Kollégiumában (St. Anthony College) politikatudományt tanult. Sorkatonai szolgálatát 1982–1983-ban honvéd rendfokozattal töltötte le.

### Kutatói pályafutása
1987 és 1990 között a Magyar Tudományos Akadémia Magyarságkutató Intézetében aspiráns, emellett a Marx Károly Közgazdaságtudományi Egyetem Széchenyi István Szakkollégiumának oktatója. 1987 és 1988 között a Közép-Európa Kutatócsoport munkatársa is. Kutatási területe a nacionalizmus politikai elmélete volt. 1992 és 1995 között a Széchenyi István Szakkollégium elnöke volt.

### Politikai pályafutása
Németh Zsolt politikai pályafutása a Fidesz – Magyar Polgári Szövetség (akkor Fiatal Demokraták Szövetsége) megalakulásával kezdődött 1988-ban. A Fidesz egyik alapító tagja (a 2-es számú tagkönyv tulajdonosa), 1988. április és október között egyik szóvivője is. Az 1990-es első szabad és demokratikus választás óta országgyűlési képviselő.
1989 és 1993 között kis megszakítással a Fidesz országos választmányának tagja, 1993–1994-ben, valamint 1995-től a párt 2003-as átszervezéséig egyik alelnöke volt. Ezt követően 2005-ig az országos választmány társalelnöki tisztét látta el.
Az 1990-es országgyűlési választáson pártja budapesti területi listájáról szerzett mandátumot. 1990 és 1994 között az Országgyűlés emberi jogi, kisebbségi és vallásügyi bizottságának tagja, 1993-tól elnöke is. Az 1994-es országgyűlési választáson pártja országos listájáról szerzett mandátumot. Az 1998-as országgyűlési választáson Budapest 32-es számú egyéni választókörzetében (Budapest XXII. kerülete) nyert mandátumot. Az első Fidesz-kormány idején (1998–2002) a Budafok-Tétény egyéni kerület országgyűlési képviselője. A 2002-es, 2006-os, 2010-es és 2014-es választásokon pártja budapesti területi listájáról szerzett mandátumot. 2002-ben az Országgyűlés külügyi bizottságának elnöke (a bizottság 2006-ban a külügyi és határon túli magyarok bizottság nevet vette fel) és pártja frakcióvezető-helyettese, külügyi kabinetjének vezetője lett.
Kormányzati pozícióba kétszer került, az első Fidesz-kormány idején Martonyi János alatt (1998–2002) a Külügyminisztérium politikai államtitkára volt. Ez időben felügyelte a Határon Túli Magyarok Hivatala tevékenységét. Második alkalommal pedig 2010-től 2014-ig ismét a Külügyminisztérium parlamenti államtitkára. 2004-től egy évig az Európai Parlament tagja. 2002 és 2010 között az Országgyűlés külügyi bizottságának elnöke, 2010-től 2014-ig ismét a Külügyminisztérium parlamenti államtitkára. 2010–2012 között felügyelte az Információs Hivatal tevékenységét. Ekkor az Európa Tanács Parlamenti Közgyűlésén a magyar delegáció vezetője is volt. 2002 és 2010 között ennek tagja. 2005-től a Tanács politikai bizottságának alelnöke.
2014 óta az Országgyűlés külügyi bizottságának elnöke, valamint a Fidesz – Magyar Polgári Szövetség parlamenti képviselőcsoportjának frakcióvezető-helyettese. Ugyancsak 2014 óta az Európa Tanács magyar küldöttségének vezetője és az Európa Tanács európai néppárti képviselőcsoportjának frakcióvezető-helyettese, illetve 2016 óta az Európa Tanács Parlamenti Közgyűlésének alelnöke. Az Interparlamentáris Unió magyar–amerikai baráti tagozatának elnöke, a NATO Parlamenti Közgyűlésének tagja. Az Európai Néppárt Politikai Közgyűlésének 1998 óta tagja.
Németh Zsolt kulcsszereplő a Fidesz kül- és nemzetpolitikájának alakításában. 1990 óta részt vesz a párt külpolitikai stratégiájának kidolgozásában. Aktív megalkotója volt az 1993-as nemzeti és etnikai kisebbségi törvénynek, amely garantálja az egyéni és közösségi jogokat, valamint az önkormányzás jogát a Magyarországon élő nemzeti és etnikai kisebbségek számára. Ugyancsak kezdeményezője volt 2001-ben a szomszédos államokban élő magyarokról szóló törvénynek (státusztörvény), mely különleges támogatásokat biztosít a Kárpát-medencében élő magyar nemzetiségek számára. Szintén beterjesztője volt annak a 2010-ben elfogadott törvénynek, mely a nem Magyarországon élő magyarok számára lehetővé teszi a magyar állampolgárság kérvényezését, amennyiben magyar származásúak és beszélik a magyar nyelvet (kettős állampolgársági törvény). Nevéhez kötődik a magyar–bolgár barátság napjáról és a magyarországi németek elhurcolásának emléknapjáról szóló törvény.

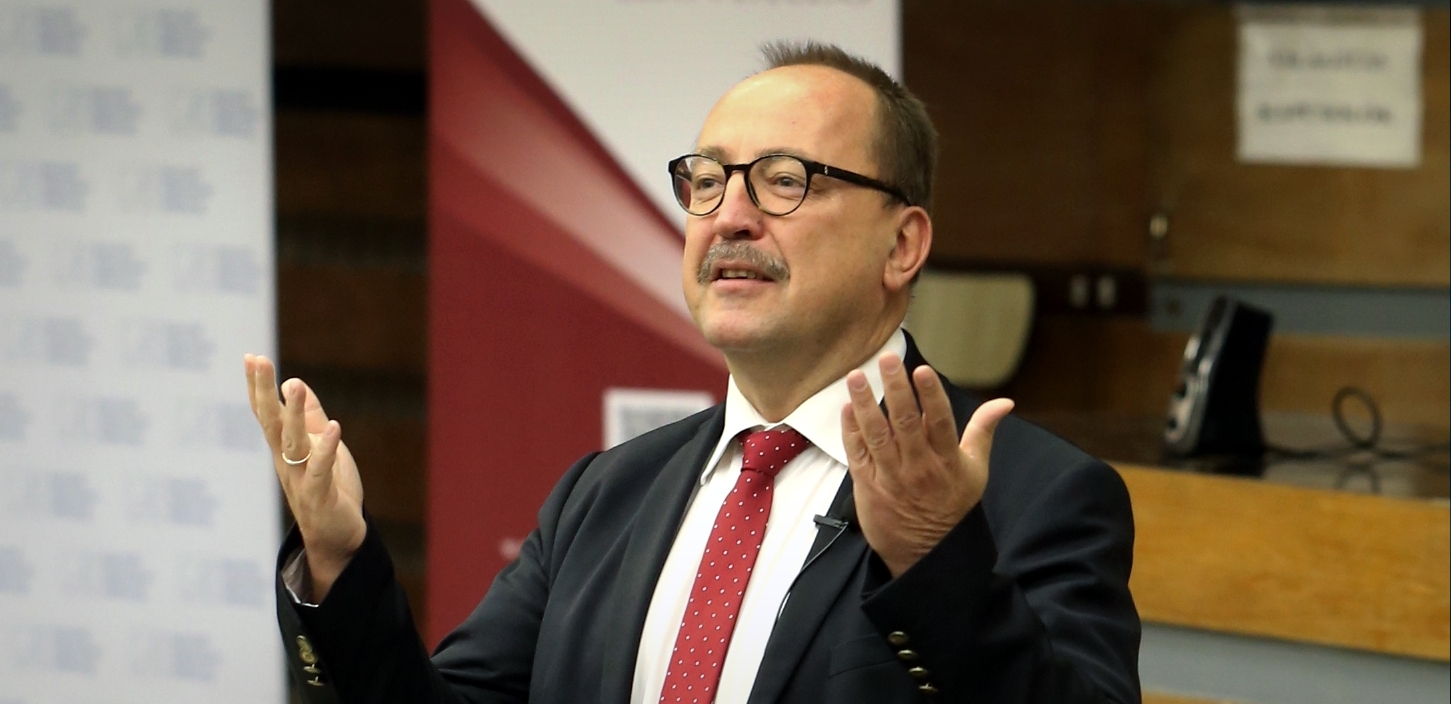
Németh Zsolt 2018-ban

Politikai tisztségein kívül Németh Zsolt számos tiszteletbeli és magas rangú tisztséget tölt be különböző nonprofit és civil szervezetnél, többek között alapítója a Kisebbségekért – Pro Minoritate Alapítványnak, amely 1990 óta szervezi a Bálványosi Nyári Szabadegyetemet. A Rákóczi Szövetség elnökségi tagja, az Erdélyi Gyülekezet tiszteletbeli főgondnoka, valamint a Johannita Rend tagja. Kitüntetései között van a lengyel Bene Merito díj, a Bocskai-díj, a Rákóczi-díj, a Julianus-díj, a Báthory-díj.

## Művei
- Magyar kibontakozás: Válogatás Németh Zsolt beszédeiből és cikkeiből, 1998–2002. Szerk. Szesztay Ádám, Répás Zsuzsanna. Budapest: Püski. 2002.  ISBN 963-9337-63-3
- Hitünkből értékek következnek I–II. Šamorín: Méry Ratio. 2016.

## Családja
Édesapja, Németh Géza református lelkész volt, aki sok egyéb mellett az általa 1986-ban elindított, először féllegális, majd 1988-tól engedélyezett erdélyi misszió irányítója, majd a rendszerváltozást követően a Református Megújulási Mozgalom (REMM) szervezője és vezetője volt. 1990-ben megalapította az Erdélyi Gyülekezetet. Költészete eredeti és fontos lenyomata korának. Édesanyja, Kriza Judit vegyészmérnök volt.
Németh Zsolt nős, felesége műfordító. Három gyermekük van, Judit, Dániel és Zsófia.
Hárman voltak testvérek, bátyja Géza, Áron öccse meghalt.